# Rymddiagonal

A'C är en rymddiagonal

En rymddiagonal är en linje mellan två hörn som inte ligger i samma nivå i en figur med 3 dimensioner.
För att räkna ut rymddiagonalen måste man använda Pythagoras sats två gånger. Räkna först ut botten så du vet vad diagonalen är och då har du basen och höjden, då använder du måtten för att räkna med pythagoras sats igen och får då ut vad rymddiagonalen är.
Rymddiagonalen för ett rätblock med sidorna a, b och c är: {\displaystyle {\sqrt {a^{2}+b^{2}+c^{2}}}}

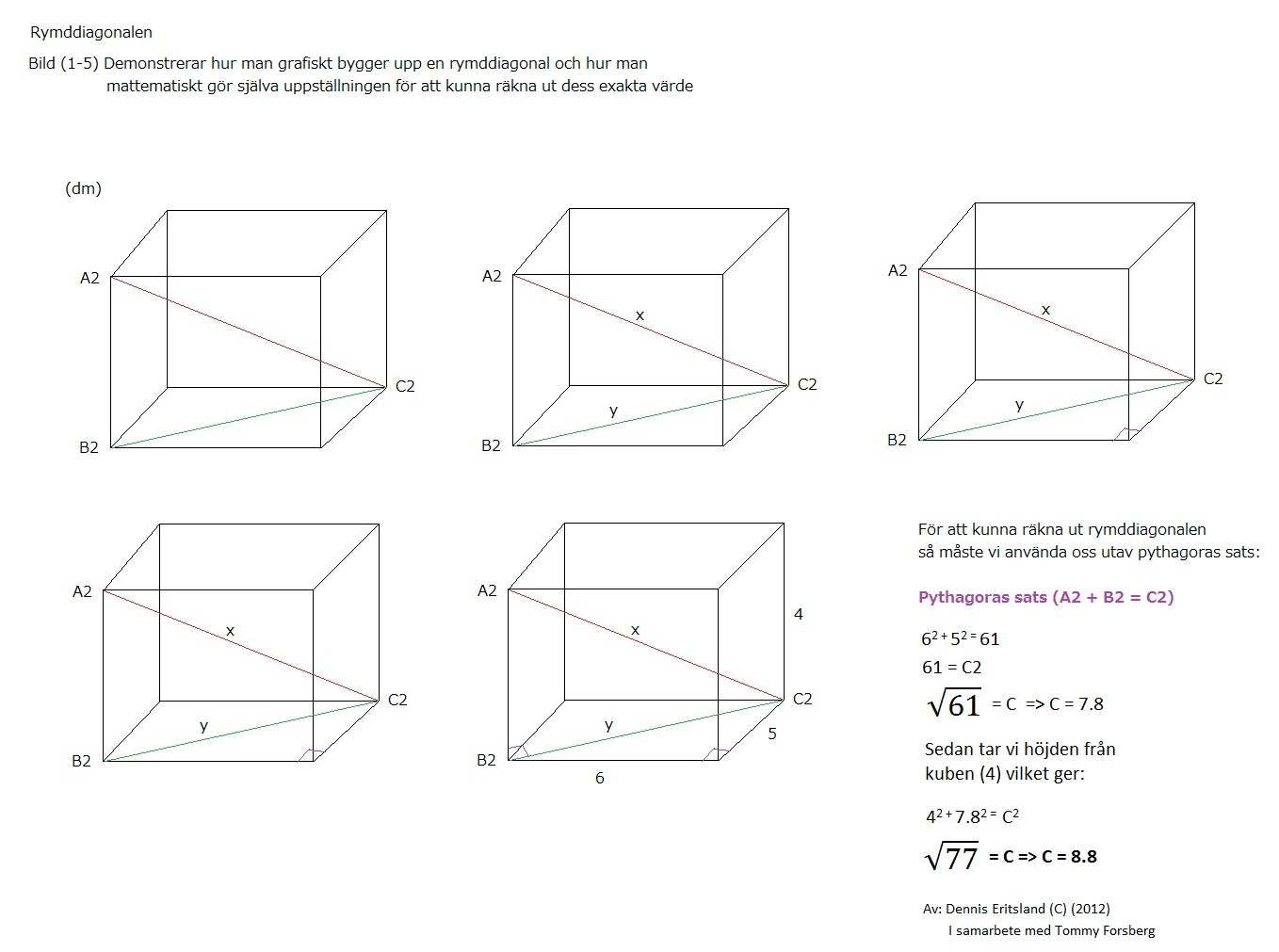
Rymddiagonalen sammanfattning (klar)